# Suncus stoliczkanus
Suncus stoliczkanus is een zoogdier uit de familie van de spitsmuizen (Soricidae). De wetenschappelijke naam van de soort werd voor het eerst geldig gepubliceerd door Anderson in 1877.

## Voorkomen
De soort komt voor in Pakistan, Nepal, India en Bangladesh.